# 棲蘭野生動物重要棲息環境
棲蘭野生動物重要棲息環境是台灣一處野生動物保護區，範圍大致以宜蘭、新北、桃園、新竹四縣市交界的山區為主，涵蓋林務局所轄之烏來、大溪、宜蘭、太平山等事業區，全部面積總計55,991.41公頃。為實行「中央山脈生態廊道」，以保存珍貴動植物資源與多樣性的生態環境，行政院農業委員會於2000年2月15日依《野生動物保育法》公告設立。

## 歷史
2000年2月，農委會依據《野生動物保育法》，公告位於臺北縣、宜蘭縣、桃園縣以及新竹縣等四縣市交界區域為棲蘭野生動物重要棲息環境。當時公告的保護區域另有丹大野生動物重要棲息環境以及關山野生動物重要棲息環境，皆是為了配合中央山脈保育廊道的劃設構想。棲蘭野生動物重要棲息環境劃設範圍達55,991.41公頃，北面接攘插天山自然保留區，東南方毗鄰太魯閣國家公園，西南處則和雪霸國家公園為界。
2002年，內政部公告成立馬告國家公園，面積約53,602公頃，預定範圍的土地權分屬退輔會及農委會。公告範圍內目前有由林務局公告之鴛鴦湖自然保留區及棲蘭野生動物重要棲息環境兩處自然保護區域。但由於當地原住民泰雅族反對，至今未成立管理處。

## 台灣世界遺產潛力點

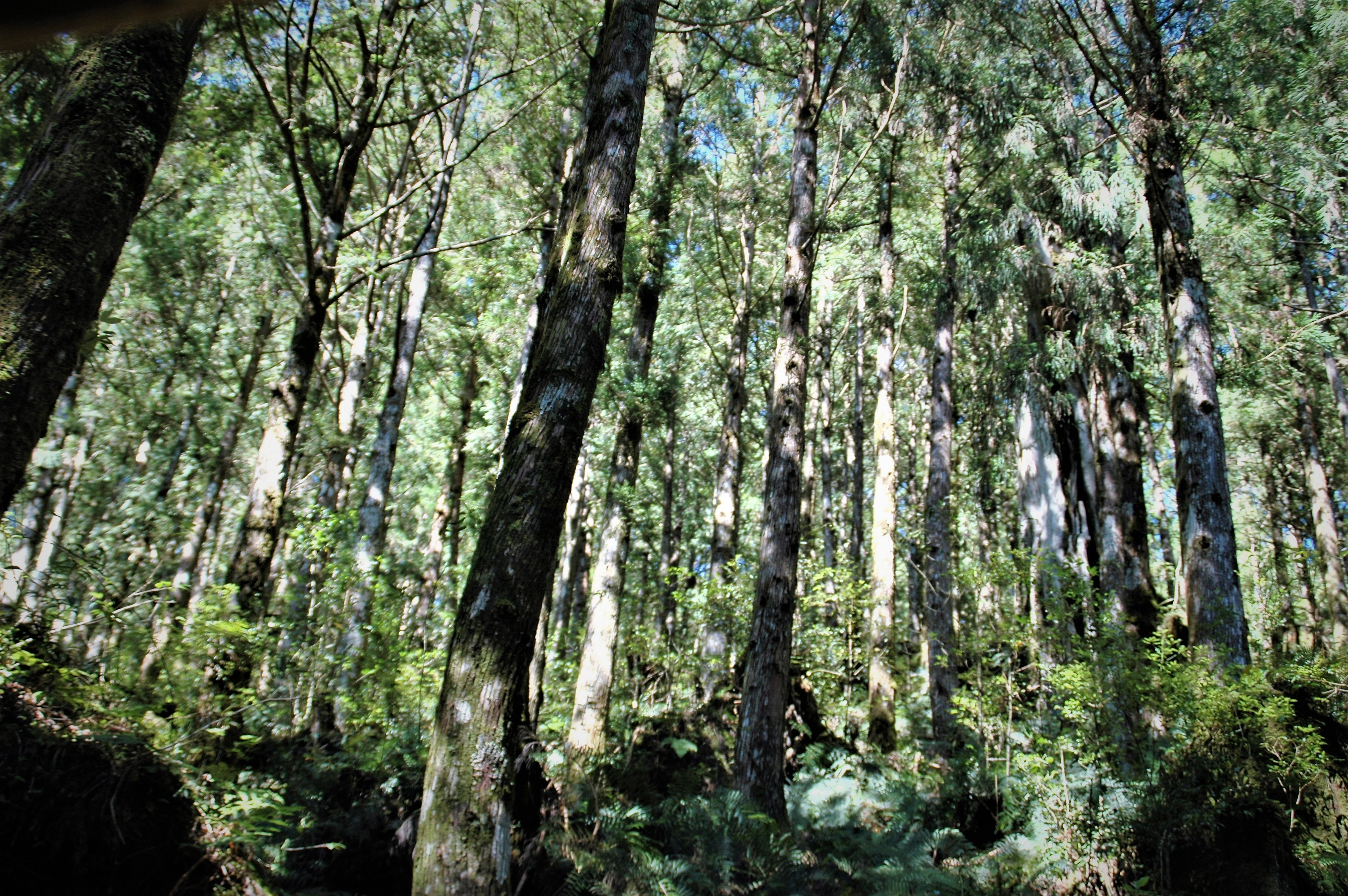
棲蘭野生動物重要棲息環境

當地的棲蘭山林區保有一萬多公頃的檜木林，此處檜木林於2002年由行政院文建會徵詢國內專家及函請縣市政府與地方文史工作室提報、推薦評選為臺灣世界遺產潛力點之一，以扁柏為大部分，紅檜為小面積或零星分布。
棲蘭山檜木林處於中高海拔的山區，此山域因峰高、谷深、雨霧足，形成孤島式的封閉性生態環境，使得伴生於檜木林帶之珍稀裸子植物，如紅豆杉、臺灣杉、巒大杉、臺灣粗榧等北極第三紀孑遺植物，因長期隔離演化，形成臺灣僅有的特有種，而這些特有種針葉類珍稀裸子植物群，歷經數千萬年至上億年的演替，堪稱「活化石樹」，在生態演化上具有指標地位，符合世界遺產登錄標準第八項。
從雨量記錄來看，棲蘭山山區的雨量年平均有高達5,000公釐的紀錄，此山區一年之中，幾乎有250天雨霧濛濛，這種飽含水分終年雲霧繚繞的林地即是植物學界所稱之的「霧林帶」。本區之自然環境生態系，學術界稱為「暖溫帶山地針葉樹林群系」。在植物學上又將此群系分為兩大植物生態社會，一為針葉混生社會，另一位檜木林型社會。其中檜木林社會分布海拔（1,600—2,600公尺）因氣候較暖又濕潤多雨，以致植物社會組成非常多樣，就物種歧異度而言，植物種類龐雜，其中有許多臺灣已瀕臨絕種及珍貴物種生長其間，在這些珍稀針葉樹的林況下，並發現有臺灣黑熊、臺灣野山羊、山羌等大型蹄科動物。此處成為臺灣珍稀野生動物的棲息天堂，極具研究與保育價值，符合世界遺產登錄標準第十項。